# Washington Open 2024
Washington Open 2024 (denumit Mubadala Citi DC Open din motive de sponsorizare) a fost un turneu de tenis care s-a jucat pe terenuri dure în aer liber. A fost cea de-a 55-a ediție a Washington Openu pentru bărbați și cea de-a 12-a ediție pentru femei. Evenimentul a făcut parte din seria ATP 500 din cadrul sezonului ATP din 2024 și din seria WTA 500 din cadrul sezonului WTA din 2024 (modernizat de la statutul WTA 250 în 2022). Openul de la Washington a avut loc la William H.G. FitzGerald Tennis Center din Washington, D.C., Statele Unite, în perioada 29 iulie – 4 august 2024.

## Campioni

### Simplu masculin
Pentru mai multe informații consultați Washington Open 2024 – Simplu masculin

### Simplu feminin
Pentru mai multe informații consultați Washington Open 2024 – Simplu feminin

### Dublu masculin
Pentru mai multe informații consultați Washington Open 2024 – Dublu masculin

### Dublu feminin
Pentru mai multe informații consultați Washington Open 2024 – Dublu feminin

## Puncte și premii în bani

### Distribuția punctelor
| Probă           | Câștigător | Finalist | Semifinalist | Sfertfinalist | Runda trei | Runda doi | Runda unu | Q   | Q2  | Q1  |
| Simplu masculin | 500        | 330      | 200          | 100           | 50         | 25        | 0         | 16  | 8   | 0   |
| Dublu masculin  | 500        | 330      | 200          | 100           | 0          | N/A       | N/A       | 16  | N/A | 0   |
| Simplu feminin  | 500        | 325      | 195          | 108           | 60         | 1         | N/A       | 25  | 13  | 1   |
| Dublu feminin   | 500        | 325      | 195          | 108           | 1          | N/A       | N/A       | N/A | N/A | N/A |

### Premii în bani
| Probă           | Câștigător | Finalist  | Semifinalist | Sfertfinalist | Runda 3 | Runda 2  | Runda 1 | Q2      | Q1      |
| Simplu masculin | 368.585 $  | 196.580 $ | 101.975 $    | 53.240 $      | 28.055  | 15.360 $ | 8.190 $ | 4.300 $ | 2.455 $ |
| Dublu masculin* | 129.010 $  | 68.800 $  | 34.810 $     | 17.410 $      | 9.010 $ | N/A      | N/A     | N/A     | N/A     |
| Simplu feminin  | 142.000 $  | 87.655 $  | 51.204 $     | 26.955 $      | N/A     | 13.710 $ | 9.830 $ | 8.060 $ | 4.835 $ |
| Dublu feminin*  | 47.390 $   | 28.720 $  | 16.430 $     | 8.510 $       | 5.140 $ | N/A      | N/A     | N/A     | N/A     |

*per echipă